# BBC Two
BBC Two és el segon canal de televisió de la British Broadcasting Corporation, posat en marxa l'any 1964. La cadena es finança a través d'un cànon televisiu i no té publicitat en la seva programació, i és considerada com la primera cadena d'Europa a emetre la seva programació en color des de l'any 1967.

## Història
El 1962, un informe realitzat per un comitè de radiodifusió va recomanar la creació d'un tercer canal de televisió dut a terme per la BBC. Després de realitzar diverses proves al llarg dels mesos, el llançament oficial de BBC Two estava previst per al 20 d'abril de 1964 amb la programació d'una comèdia lleugera anomenada The Alberts, l'actuació del comediant soviètic Arkady Raikin, una producció de Cole Porter anomenada Kiss me, Kate i un espectacle de focs artificials.
No obstant això, una fallada en el sistema elèctric produït mitja hora abans de l'estrena amb origen a la Battersea Power Station va provocar que el centre de televisió no tingués energia, i mentre que la BBC One continuar les seves transmissions regulars la nova cadena no va poder fer res per emetre la programació ideada. Com que el centre de notícies de la BBC no es va veure afectat, ells van donar les notícies a la BBC Two aquella nit, presentades per Gerald Priestland, al voltant de les 19.25. A les 11:00 del 21 d'abril, l'electricitat va tornar als estudis i va poder començar la programació, convertint així el programa educatiu Play School com el primer emès de manera oficial a BBC Two, mentre que els programes ideats per al dia anterior van ser emesos aquest mateix dia.
Per establir el nou canal i habituar als espectadors, la BBC va apostar per fer una gran promoció amb l'emissió de sèries. Una de les primeres va ser l'adaptació de l'obra literària La saga dels Forsyte, The Forsyte Saga, que va esdevenir el primer èxit de la nova cadena i va ajudar a la seva implementació entre els espectadors. A més, la programació de la cadena mostrava espais educacionals i informatius.
En lloc del sistema emprat per les cadenes existents BBC One i ITV, que emetien en 405 línies del VHF, BBC Two emetia només en el sistema d'UHF de 625 línies. Això va generar un mercat de televisors duals que permetien captar tots dos sistemes. Els problemes tècnics, que incloïen la possibilitat d'emetre programes nord-americans a causa dels errors en la conversió del sistema NTSC, van ser resolts posteriorment.
El juliol de 1967, BBC Two va ser el primer canal europeu a emetre programació en color fent servir el sistema PAL. BBC One i ITV es van unir al sistema PAL el 15 de novembre de 1969. El canal va continuar amb la seva línia de programes i va oferir grans produccions com la sèrie Civilisation.
BBC Two serà el primer canal de televisió analògica que passarà exclusivament al sistema de TDT, amb una apagada analògica que va des del 2007 fins al 2013, regió per regió, on BBC Two serà apagat mesos abans que la resta de canals.

## Programació
BBC Two s'ha caracteritzat per mostrar habitualment produccions enfocades a un públic minoritari i a posar en relleu la seva vocació de canal cultural i educatiu, així com a la producció de formats innovadors o més arriscats que els emesos a BBC One, amb un tall més popular.
Un programa reeixit de la BBC Two pot ser traslladat a la BBC One, tal com ha succeït amb Have I Got News For You. El canal també té reputació per mostrar produccions de drama, com Boys from the Blackstuff (1982) i l'èpica de 1996, aclamada per la crítica Our Friends in the North. Pel que fa al cinema, la cadena sol mostrar pel·lícules independents i internacional.
La cadena té talls territorials amb programació especialitzada per a Irlanda del Nord, Escòcia i Gal·les.

### Programes populars
- The Money Programme (1966-) - Negocis
- Arena (1975-) - Documentals
- Fawlty Towers (1975, 1979) - Comèdia
- Top Gear (1978-) - Automobilisme
- Newsnight (1980-) - Actualitat
- Red Dwarf (1988-1999) - Comèdia
- Mary Whitehouse Experience (1991-1992) - Comèdia
- The Day Today (1994) - Comèdia
- TOTP2 (1994-2004) - Música
- Room 101 (1994-) - Comèdia
- Shooting Stars (1995-2002) - comèdia surreal, panell de jocs
- Never Mind The Buzzcocks (1996-) - comèdia surreal, panell de jocs mostrats amb temes pop i rock.
- I'm Alan Partridge (1997, 2002) - Comèdia
- Louis Theroux's Weird weekends (1998-) - Documentals
- Goodness Gracious Em (1998-2001) - Comèdia
- League of Gentlemen (1999-2002) - Comèdia
- Coupling (2000-) - Comèdia
- Local Heroes (2001)
- What the Victorians Did for Us (2001)
- The Office (2001-2003) - Comèdia
- The Kumars at No 42 (2001-) - Comèdia
- Dead Ringers (2002-) Comèdia

## Directors de BBC Two
- 1964-1965: Michael Peacock
- 1965-1969: David Attenborough
- 1969-1974: Robin Scott
- 1974-1978: Aubrey Singer
- 1978-1982: Brian Wenham
- 1982-1987: Graeme MacDonald
- 1987-1992: Alan Yentob
- 1992-1996: Michael Jackson
- 1996-1999: Mark Thompson
- 1999-2004: Jane Root
- 2004-present: Roly Keating